# Diodă laser

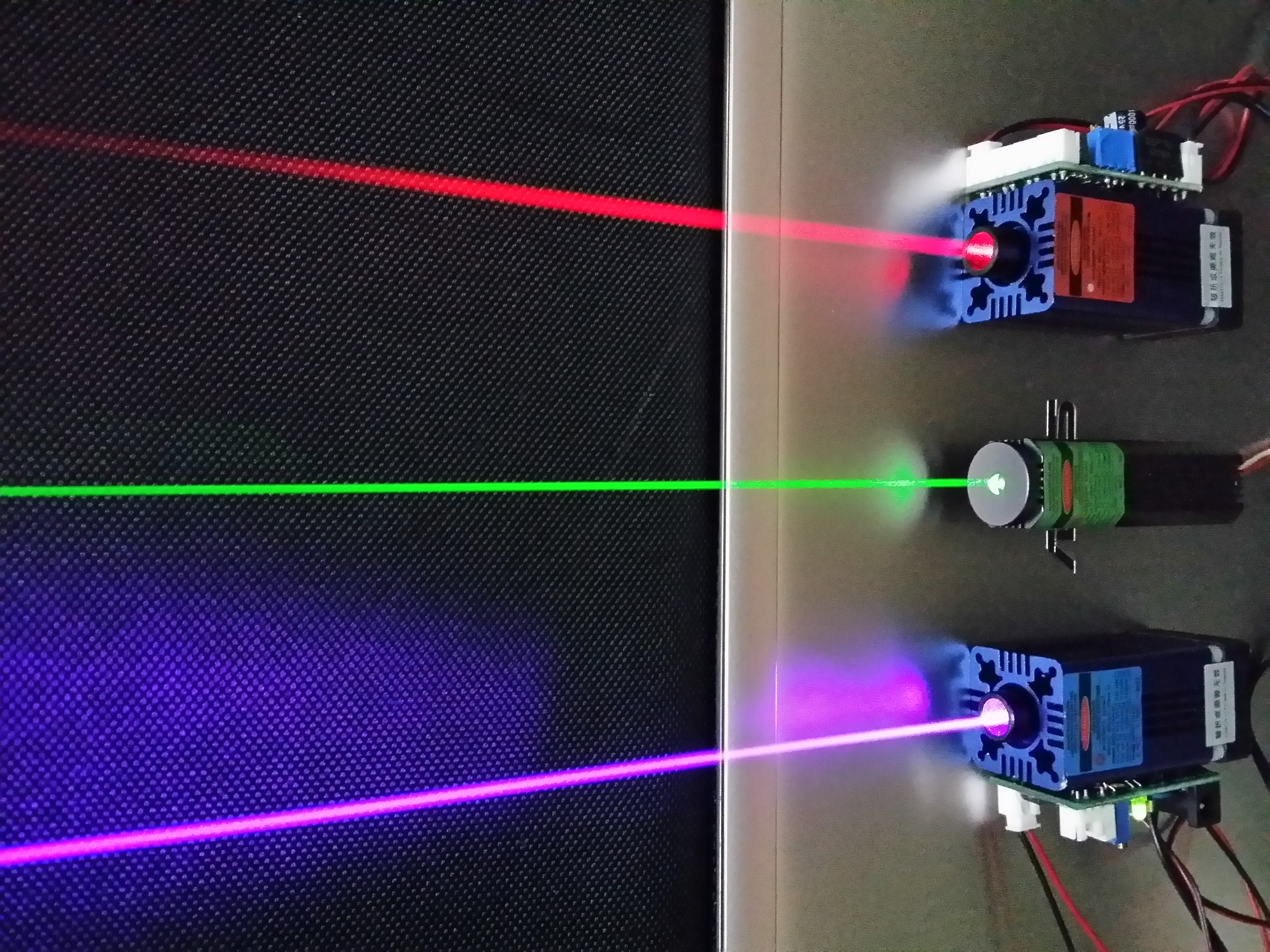
Diodă laser

O diodă laser este un laser în care mediul activ este un semiconductor similar cu cel găsit într-un LED. Cel mai des întâlnit și mai practic tip de diodă laser este format dintr-o joncțiune p-n alimentată prin injectarea de curent electric. Aceste dispozitive sunt uneori numite diode laser cu injecție pentru a le deosebi de diodele laser cu pompare (optică), diode mai ușor de produs în laborator.